# Синдром Неємія Ашерсона
Синдром Неємія Ашерсона (англ. Neemiah Asherson's syndrome) — клінічний синдром, який проявляється ахалазією крікофарингеального сфінктера, дисфагією, що супроводжується безпосередньо епізодами кашлю.

## Історія відкриття
Вперше синдром описав у 1950 році британський отоларінголог Неємія Ашерсон (англ. Nehemiah Asherson, роки життя 1897—1981).

## Патогенез
Мускулатура верхнього відділу сфінктера стравоходу включає м'язи цервікальної частини стравоходу, крікофарингеальний сфінктер та нижній глотковий констриктор, аленайбільше значення має крікофарингеальний. Основними функціями закриття є запобігання інсуффляції повітря у стравохід під час негативних реакцій внутрішньогрудного тиску, наприклад, вдиху, та запобігання езофагофарингеальному / гортанному рефлюксу під час перистальтики стравоходу. Конкретні дії окремих м'язів верхньої частини стравоходу залежать від конкретної функції, тобто генерації тонусу, ковтання, відрижки або блювання.
Крікофарингеальний сфінктер бере участь у ряді рефлексів травного тракту, які призводять або до відкривання сфінктеру або збільшення його тонус.

## Клінічні ознаки
Дисфагія всіх ступенів тяжкості, яку спричинює нервово-м'язова невідповідність, породжує безпосередньо епізоди кашлю у вигляді легких або тяжких пароксизмів, через потрапляння у повітряні шляхи дрібних часточок їжі під час проковтування. У тяжких випадках виникає фатальна аспіраційна пневмонія.